# Morti nel 2017/Aprile
| Questa pagina contiene informazioni ricavate automaticamente dalle voci biografiche con l'ausilio del template Bio e di un bot. L'aggiornamento è periodico e automatico e ricostruisce completamente la pagina. Se manca una persona in questa lista, sei pregato di non aggiungerla, ma accertati piuttosto che la sua voce biografica contenga il template Bio e che i dati anagrafici siano correttamente compilati. Se il template Bio manca, inseriscilo tu stesso o, in alternativa, metti l'avviso {{tmp\|Bio}} che ne segnala la mancanza. Se i dati riportati sono sbagliati, correggi direttamente la voce biografica; le modifiche saranno visibili in questa lista entro pochi giorni. Per chiarimenti vedi il progetto biografie. La lista contiene solo le 153 persone che sono citate nell'enciclopedia e per le quali è stato implementato correttamente il template Bio. Pagina aggiornata al 2 ago 2025. |

- 1º aprile - Alberto Assirelli, ciclista su strada italiano (n. 1936)
- 1º aprile - Antonio Ciliberti, arcivescovo cattolico italiano (n. 1935)
- 1º aprile - Gösta Ekman, attore, regista e comico svedese (n. 1939)
- 1º aprile - Evgenij Aleksandrovič Evtušenko, poeta e romanziere russo (n. 1932)
- 1º aprile - Burton Watson, traduttore, iamatologo e sinologo statunitense (n. 1925)
- 2 aprile - Ugo Grippo, politico e ingegnere italiano (n. 1932)
- 2 aprile - Howard Clark Kee, biblista statunitense (n. 1920)
- 2 aprile - Jacob Ludvigsen, fotografo danese (n. 1947)
- 3 aprile - Bruno Burrini, sciatore alpino italiano (n. 1931)
- 3 aprile - Maria Pozsonec, pedagoga e politica slovena (n. 1940)
- 3 aprile - Renate Schroeter, attrice tedesca (n. 1939)
- 4 aprile - Giuseppe Campolieti, scrittore, giornalista e biografo italiano (n. 1933)
- 4 aprile - Livio Martinelli, calciatore italiano (n. 1923)
- 4 aprile - George Mostow, matematico statunitense (n. 1923)
- 4 aprile - Giovanni Sartori, politologo e sociologo italiano (n. 1924)
- 4 aprile - Frank Schepke, canottiere tedesco (n. 1935)
- 4 aprile - Karl Stotz, calciatore e allenatore di calcio austriaco (n. 1927)
- 5 aprile - Attilio Benfatto, ciclista su strada e pistard italiano (n. 1943)
- 5 aprile - Arthur Bisguier, scacchista statunitense (n. 1929)
- 5 aprile - Paul G. Comba, astronomo e matematico italiano (n. 1926)
- 5 aprile - Tim Parnell, pilota automobilistico britannico (n. 1932)
- 5 aprile - Paul O'Neill, produttore discografico, arrangiatore e compositore statunitense (n. 1956)
- 5 aprile - Memè Perlini, attore e regista italiano (n. 1947)
- 5 aprile - Makoto Ōoka, poeta e critico letterario giapponese (n. 1931)
- 6 aprile - Carlo Donolo, sociologo italiano (n. 1938)
- 6 aprile - Armand Gatti, drammaturgo, scenografo e regista francese (n. 1924)
- 6 aprile - David Peel, musicista e compositore statunitense (n. 1943)
- 6 aprile - Don Rickles, comico, cabarettista e attore statunitense (n. 1926)
- 7 aprile - Christopher Morahan, regista britannico (n. 1929)
- 7 aprile - Tim Pigott-Smith, attore britannico (n. 1946)
- 8 aprile - Alicia Appleman-Jurman, scrittrice e superstite dell'Olocausto polacca (n. 1930)
- 8 aprile - Fabrizia Baduel Glorioso, politica e sindacalista italiana (n. 1927)
- 8 aprile - Artan Cuku, poliziotto albanese (n. 1975)
- 8 aprile - Fishman, wrestler messicano (n. 1951)
- 8 aprile - Georgij Grečko, cosmonauta sovietico (n. 1931)
- 8 aprile - Malcolm Hastie, pallanuotista australiano (n. 1929)
- 8 aprile - Rita Orlandi Malaspina, soprano italiano (n. 1937)
- 8 aprile - Park Nam-ok, regista, attrice e sceneggiatrice sudcoreana (n. 1923)
- 9 aprile - Giorgio Barberi Squarotti, critico letterario, poeta e italianista italiano (n. 1929)
- 9 aprile - Carme Chacón, avvocata, docente e politica spagnola (n. 1971)
- 9 aprile - Abdoua Kanta, regista nigeriano (n. 1946)
- 9 aprile - Kim Young-ae, attrice sudcoreana (n. 1951)
- 9 aprile - Dieter Kottysch, pugile tedesco (n. 1943)
- 9 aprile - Enrico Serra, politico italiano (n. 1934)
- 9 aprile - Bob Wootton, chitarrista statunitense (n. 1942)
- 10 aprile - Jack Ahearn, pilota motociclistico australiano (n. 1924)
- 10 aprile - Gian Mario Albani, sindacalista e politico italiano (n. 1927)
- 10 aprile - Bab Christensen, attrice teatrale e attrice cinematografica norvegese (n. 1928)
- 10 aprile - Linda Hopkins, cantante e attrice statunitense (n. 1924)
- 10 aprile - Larry Sharpe, wrestler irlandese (n. 1951)
- 11 aprile - Michael Ballhaus, direttore della fotografia tedesco (n. 1935)
- 11 aprile - Eric Cook, manager e produttore discografico inglese
- 11 aprile - J. Geils, chitarrista statunitense (n. 1946)
- 11 aprile - Margit Schumann, slittinista tedesca orientale (n. 1952)
- 12 aprile - Jean Bernabé, scrittore e linguista francese (n. 1942)
- 12 aprile - Peggy Hayama, cantante e personaggio televisivo giapponese (n. 1933)
- 12 aprile - Santiago Isasi, calciatore spagnolo (n. 1936)
- 12 aprile - Toshio Matsumoto, regista e artista giapponese (n. 1932)
- 12 aprile - Franco Mescolini, attore italiano (n. 1944)
- 12 aprile - Charlie Murphy, attore, autore televisivo e sceneggiatore statunitense (n. 1959)
- 12 aprile - Gianfranco Sabbatini, politico italiano (n. 1932)
- 12 aprile - Barry Smith, batterista e percussionista statunitense (n. 1946)
- 12 aprile - Mika Vainio, musicista finlandese (n. 1963)
- 13 aprile - Zareh Baronian, teologo romeno (n. 1941)
- 13 aprile - Leo Pantaleo, regista e attore italiano (n. 1939)
- 13 aprile - Dan Rooney, diplomatico e dirigente sportivo statunitense (n. 1932)
- 13 aprile - Robert Taylor, informatico e psicologo statunitense (n. 1932)
- 14 aprile - Stelio Candelli, attore italiano (n. 1931)
- 14 aprile - Bruce Langhorne, chitarrista e polistrumentista statunitense (n. 1938)
- 14 aprile - Nevio Piscione, politico italiano (n. 1936)
- 15 aprile - Amílcar Henríquez, calciatore panamense (n. 1983)
- 15 aprile - Stan Hepton, calciatore inglese (n. 1932)
- 15 aprile - Allan Holdsworth, chitarrista britannico (n. 1946)
- 15 aprile - Clifton James, attore statunitense (n. 1920)
- 15 aprile - Emma Morano, supercentenaria italiana (n. 1899)
- 15 aprile - Alfonso Yuchengco, imprenditore e diplomatico filippino (n. 1923)
- 16 aprile - Riccardo Bellei, cantautore e conduttore radiofonico italiano (n. 1953)
- 16 aprile - Michael Bogdanov, regista teatrale gallese (n. 1938)
- 16 aprile - Gianni Boncompagni, conduttore radiofonico, paroliere e autore televisivo italiano (n. 1932)
- 16 aprile - Spartaco Landini, calciatore, allenatore di calcio e dirigente sportivo italiano (n. 1944)
- 16 aprile - Piero Ottone, giornalista e scrittore italiano (n. 1924)
- 17 aprile - Stanislas Curyl, calciatore francese (n. 1929)
- 17 aprile - Jaak Panksepp, psicologo e neuroscienziato statunitense (n. 1943)
- 17 aprile - Claudio Pioli, politico italiano (n. 1946)
- 17 aprile - Rosey, wrestler statunitense (n. 1970)
- 17 aprile - Shōichi Watanabe, linguista e filologo giapponese (n. 1930)
- 18 aprile - Amedeo Benedetti, italianista e biografo italiano (n. 1954)
- 18 aprile - Gordon Langford, compositore e arrangiatore inglese (n. 1930)
- 18 aprile - Mihalj Mesaroš, calciatore jugoslavo (n. 1935)
- 18 aprile - Yvonne Monlaur, attrice francese (n. 1935)
- 18 aprile - Christopher J. Walker, storico britannico (n. 1942)
- 19 aprile - Dick Contino, fisarmonicista e cantante statunitense (n. 1930)
- 19 aprile - Aaron Hernandez, giocatore di football americano statunitense (n. 1989)
- 19 aprile - Ranulfo Miranda, allenatore di calcio e calciatore paraguaiano (n. 1927)
- 20 aprile - Magdalena Abakanowicz, scultrice polacca (n. 1930)
- 20 aprile - Bruce Barry, attore e cantante australiano (n. 1934)
- 20 aprile - Wubbo de Boer, funzionario olandese (n. 1948)
- 20 aprile - Monica Bonetto, doppiatrice e critica teatrale italiana (n. 1963)
- 20 aprile - Roberto Ferreiro, allenatore di calcio e calciatore argentino (n. 1935)
- 20 aprile - John Freely, fisico, insegnante e scrittore statunitense (n. 1926)
- 20 aprile - Jari Helle, allenatore di hockey su ghiaccio e hockeista su ghiaccio finlandese (n. 1962)
- 20 aprile - Lawrence Hogan, politico e avvocato statunitense (n. 1928)
- 20 aprile - Germaine Mason, altista giamaicano (n. 1983)
- 20 aprile - Skeeter Swift, cestista e allenatore di pallacanestro statunitense (n. 1946)
- 21 aprile - Jeff Butler, allenatore di calcio inglese (n. 1934)
- 21 aprile - Ugo Ehiogu, calciatore e allenatore di calcio inglese (n. 1972)
- 21 aprile - Laura Iuorio, scrittrice italiana (n. 1968)
- 21 aprile - Enrico Medioli, sceneggiatore italiano (n. 1925)
- 22 aprile - Hubert Dreyfus, filosofo statunitense (n. 1929)
- 22 aprile - Morris Lorenzo Ghezzi, giurista, sociologo e filosofo italiano (n. 1951)
- 22 aprile - William Hjortsberg, scrittore e sceneggiatore statunitense (n. 1941)
- 22 aprile - Sophie Lefranc-Duvillard, sciatrice alpina francese (n. 1971)
- 22 aprile - Erin Moran, attrice statunitense (n. 1960)
- 22 aprile - Attilio Nicora, cardinale e arcivescovo cattolico italiano (n. 1937)
- 22 aprile - Gustavo Rojo, attore uruguaiano (n. 1923)
- 22 aprile - Michele Scarponi, ciclista su strada italiano (n. 1979)
- 22 aprile - Donna Williams, scrittrice, cantautrice e sceneggiatrice australiana (n. 1963)
- 22 aprile - Arnaldo Zambardi, scrittore, semiologo e sociologo italiano (n. 1932)
- 23 aprile - Jerry Adriani, cantante, showman e attore brasiliano (n. 1947)
- 23 aprile - Kathleen Crowley, attrice statunitense (n. 1929)
- 23 aprile - Phil Edwards, ciclista su strada britannico (n. 1949)
- 23 aprile - Imre Földi, sollevatore ungherese (n. 1938)
- 23 aprile - Eva Picardi, filosofa italiana (n. 1948)
- 23 aprile - František Rajtoral, calciatore ceco (n. 1986)
- 24 aprile - Agustín Edwards Eastman, giornalista e editore cileno (n. 1927)
- 24 aprile - Don Gordon, attore statunitense (n. 1926)
- 24 aprile - Robert M. Pirsig, scrittore e filosofo statunitense (n. 1928)
- 24 aprile - Nicholas Sand, chimico statunitense (n. 1941)
- 24 aprile - Ken Sears, cestista statunitense (n. 1933)
- 24 aprile - Inga Ålenius, attrice svedese (n. 1938)
- 26 aprile - Moïse Brou Apanga, calciatore ivoriano (n. 1982)
- 26 aprile - Jonathan Demme, regista, produttore cinematografico e produttore televisivo statunitense (n. 1944)
- 26 aprile - Willy Fitting, schermidore svizzero (n. 1925)
- 26 aprile - Giorgio Guazzaloca, politico italiano (n. 1944)
- 26 aprile - Margit Pörtner, giocatrice di curling danese (n. 1972)
- 27 aprile - Vito Acconci, designer, architetto del paesaggio e performance artist statunitense (n. 1940)
- 27 aprile - Eduard Brunner, clarinettista svizzero (n. 1939)
- 27 aprile - Marco Di Marco, pianista italiano (n. 1940)
- 27 aprile - Luis Dogliotti, calciatore uruguaiano (n. 1937)
- 27 aprile - Charles Eugster, velocista britannico (n. 1919)
- 27 aprile - Vinod Khanna, attore, produttore cinematografico e politico indiano (n. 1946)
- 27 aprile - Lucio Toth, politico italiano (n. 1934)
- 28 aprile - John Whitmore, pilota automobilistico britannico (n. 1937)
- 29 aprile - Diego Natale Bona, vescovo cattolico italiano (n. 1926)
- 29 aprile - William M. Hoffman, drammaturgo, sceneggiatore e librettista statunitense (n. 1939)
- 29 aprile - Saeed Karimian, imprenditore iraniano (n. 1972)
- 29 aprile - Lidia Pitteri, ginnasta italiana (n. 1933)
- 29 aprile - Leonardo Zanier, sindacalista, politico e poeta italiano (n. 1935)
- 29 aprile - Rino Zurzolo, contrabbassista italiano (n. 1958)
- 30 aprile - Alberto Galgano, ingegnere italiano (n. 1927)
- 30 aprile - Giuseppe Arpád d'Asburgo-Lorena, nobile (n. 1933)
- 30 aprile - Lorna Gray, attrice statunitense (n. 1917)
- 30 aprile - Ueli Steck, alpinista e arrampicatore svizzero (n. 1976)